# Costa Nova

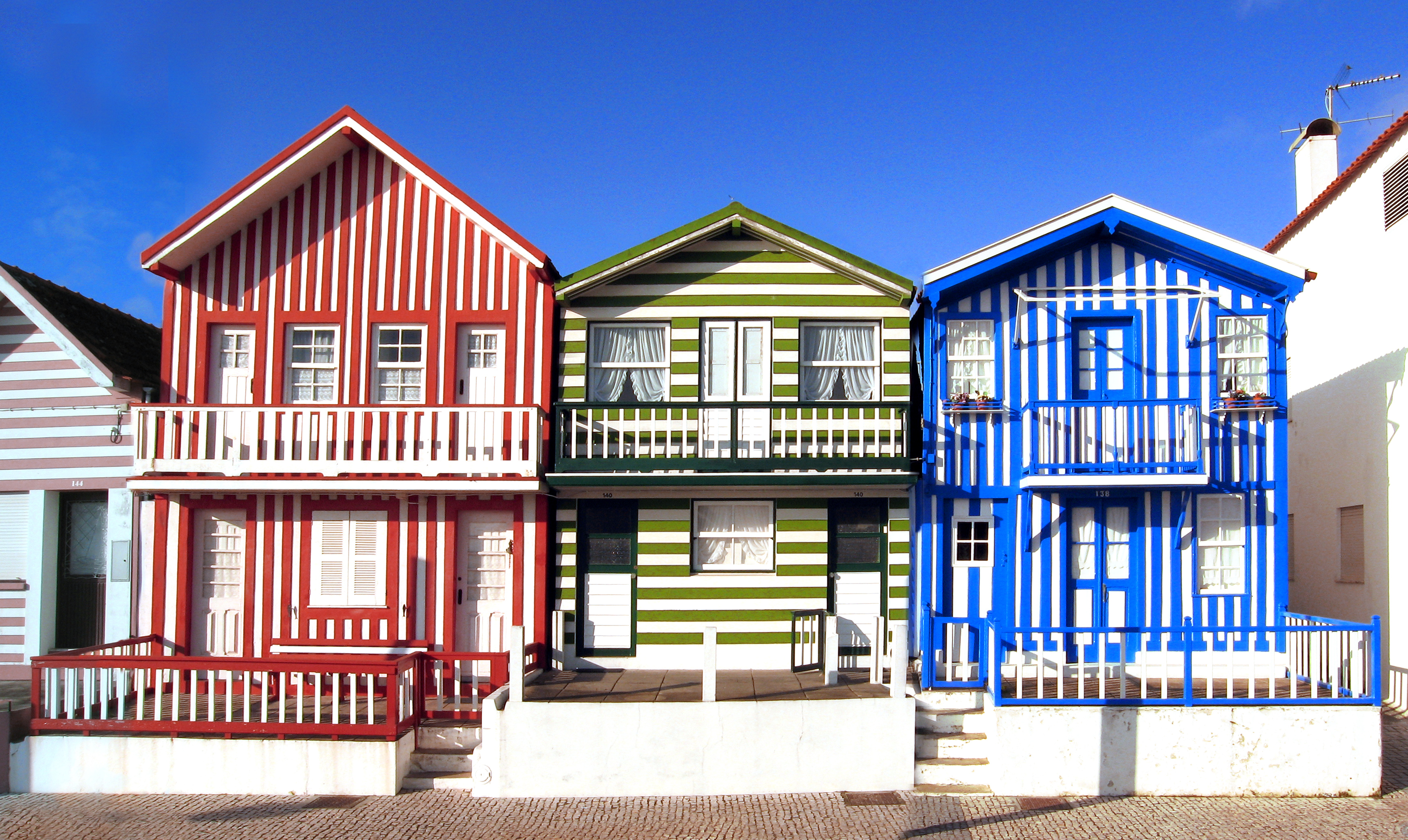
Casas típicas de Costa Nova.

Costa Nova do Prado, o tan solo Costa Nova, es un área urbana y playa que está situada en la Costa de Plata de Portugal, entre la orilla oeste de la Ría de Aveiro y el Océano Atlántico abierto. 
Administrativamente se encuentra en la freguesía de Gafanha da Encarnação, en el Municipio de Ílhavo, en la Región Centro de Portugal. Pertenece al área turística denominada Rota da Luz. 

## Origen etimológico
Tuvo su origen en la apertura de la barra de la ría en 1808. La designación se debe a dos hechos. El primero, "Nueva Costa", en contraposición a la "Costa de Antigua" (San Jacinto). En segundo lugar, debido al hecho de que este lugar, hubo un enorme prado verde (Costa Nova do Prado).[cita requerida]

## Descripción
Es una de las excelentes playas portuguesas para practicar deportes acuáticos, ya que, además de fachada atlántica, también tiene fachada fluvial hasta el canal Mira de la Ría de Aveiro. Además de uno de los clubes náuticos más antiguos de la Ría de Aveiro, el Clube de Vela da Costa Nova, también hay escuelas de kitesurf, piragüismo y surf, entre otros deportes, con énfasis en una de las novedades: el Paddle Surf. La playa también está atravesada por un moderno carril bici/ecovía que la conecta con Ponta da Barra y Praia da Barra, así como con Praia da Vagueira, esta última en el municipio vecino de Vagos. 
Una de las características más propias de Costa Nova es su arquitectura tradicional formada por casas cuya fachadas son pintadas con franjas verticales intercalados con colores vivos y alegres.
Gastronómicamente, es popular de Costa Nova la "tripa", uno de los dulces regionales más famosos. En la Lonja de Pescado ubicada aquí también es posible adquirir mariscos previamente preparados, especialmente los fines de semana. Cada año, en agosto, se celebra la Ria a Gosto – Costa Nova Seafood Festival. Costa Nova posee muchos restaurantes, especializados en bacalao, pescado fresco, a la plancha o en guisos, y también mariscos de la Ría de Aveiro.[cita requerida]

## Galería de imágenes

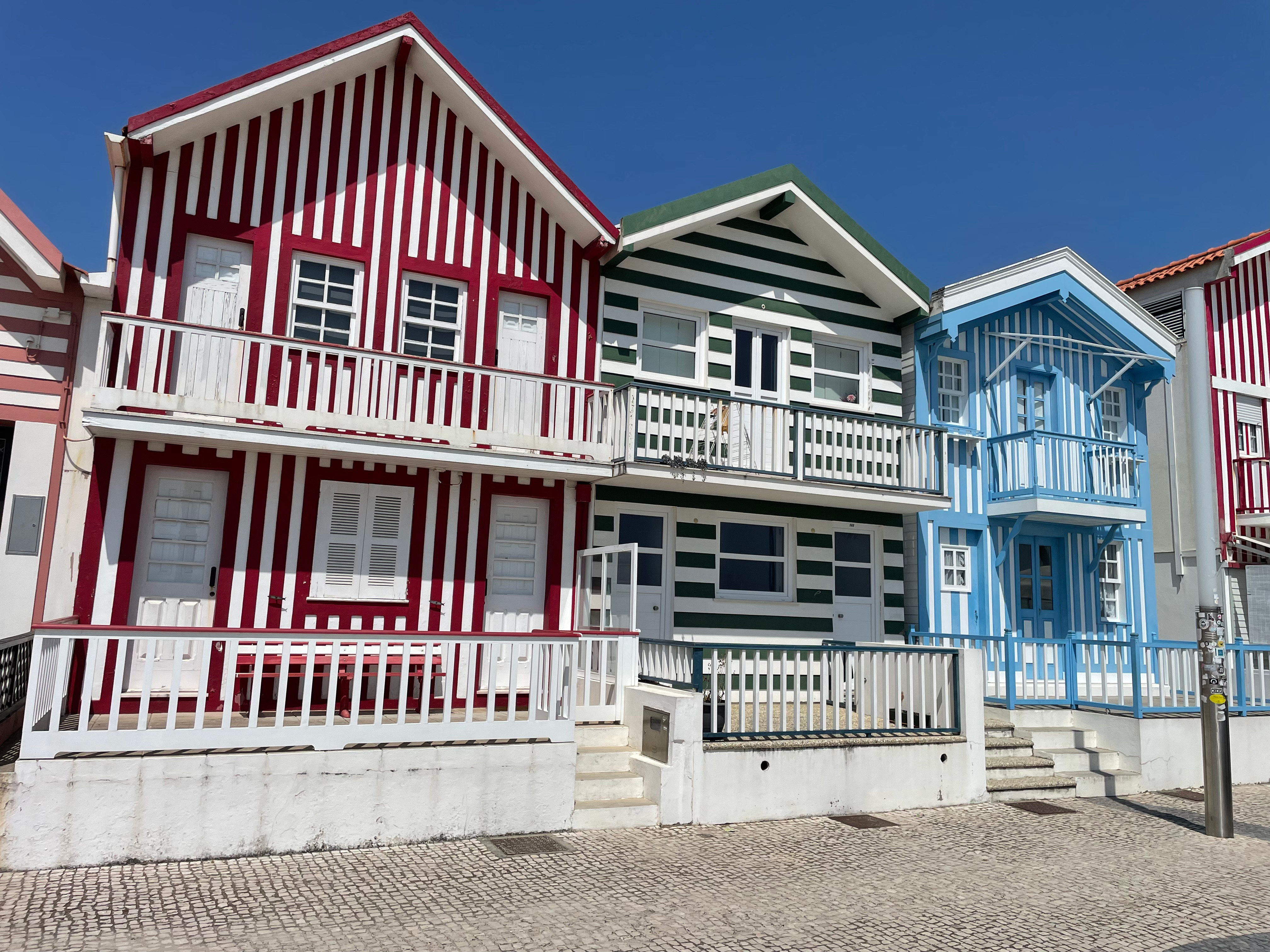
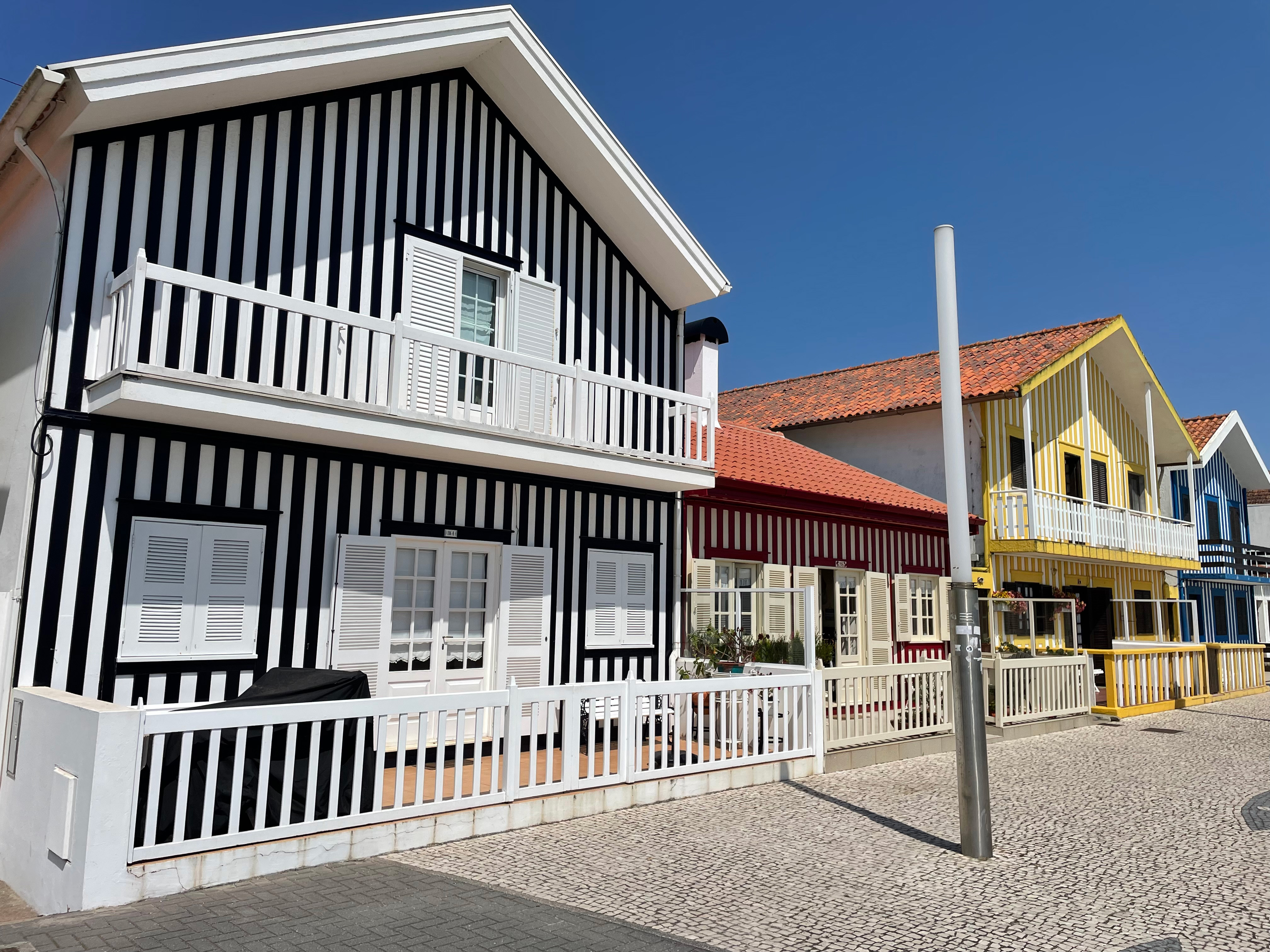
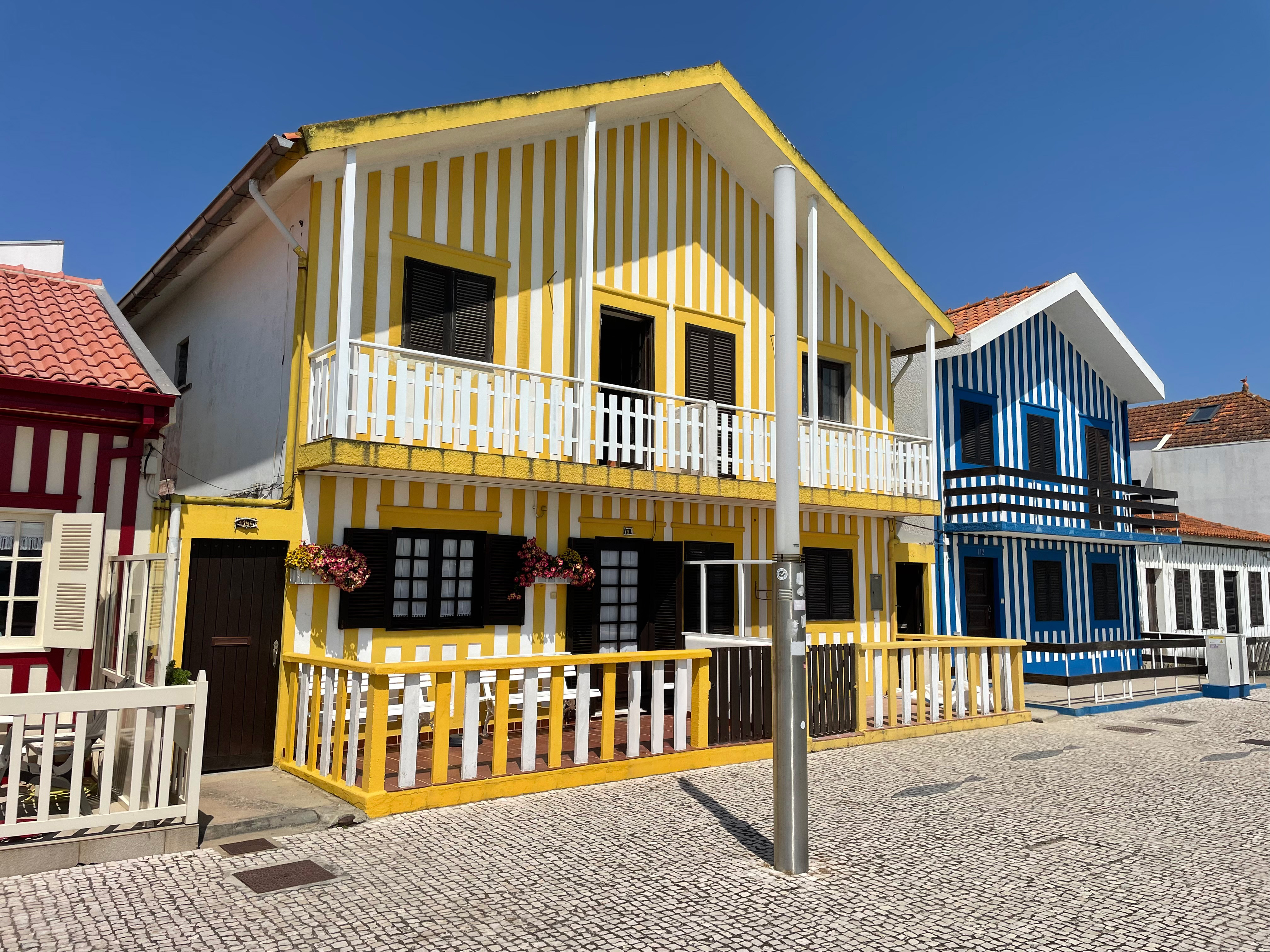
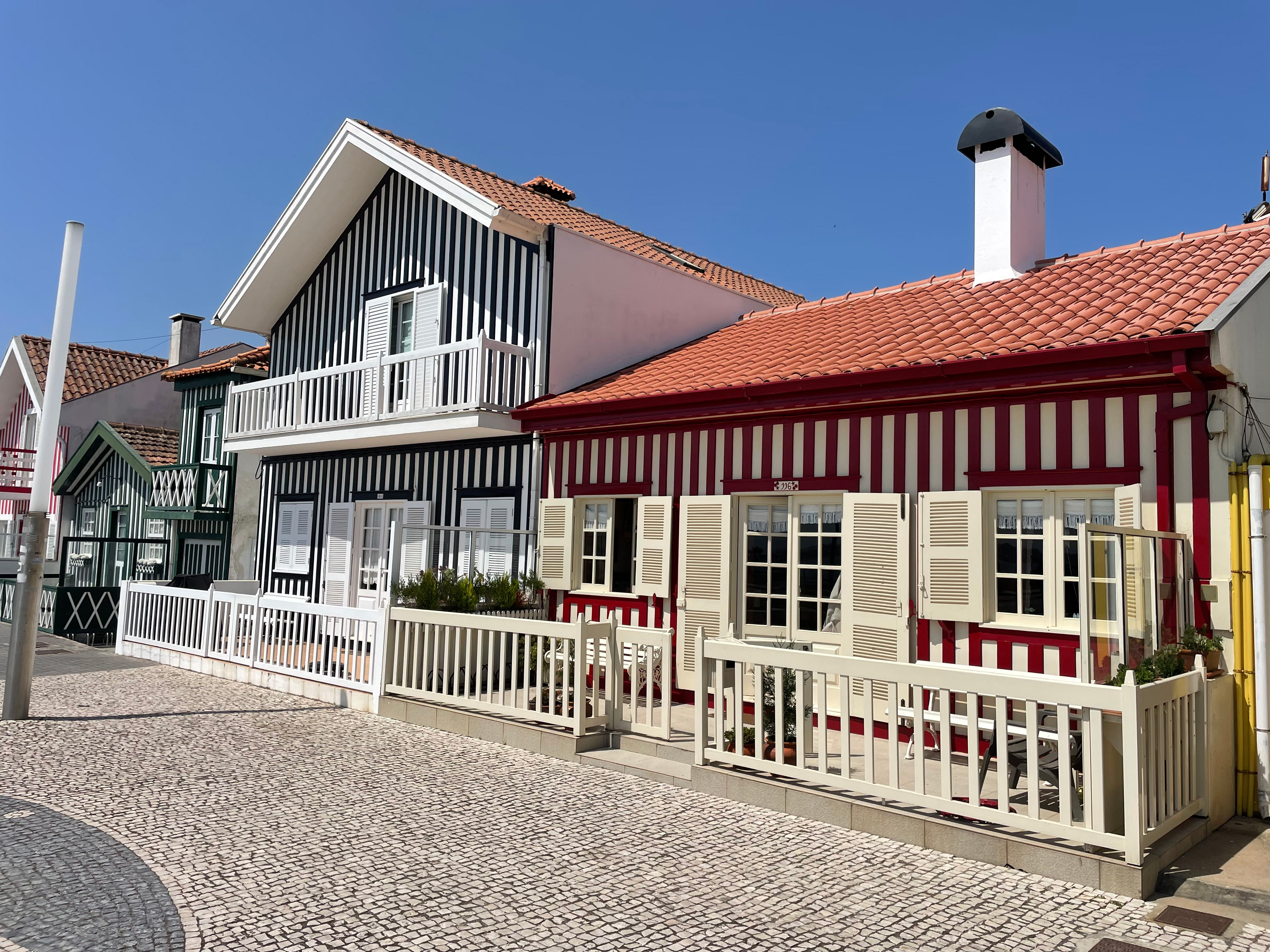
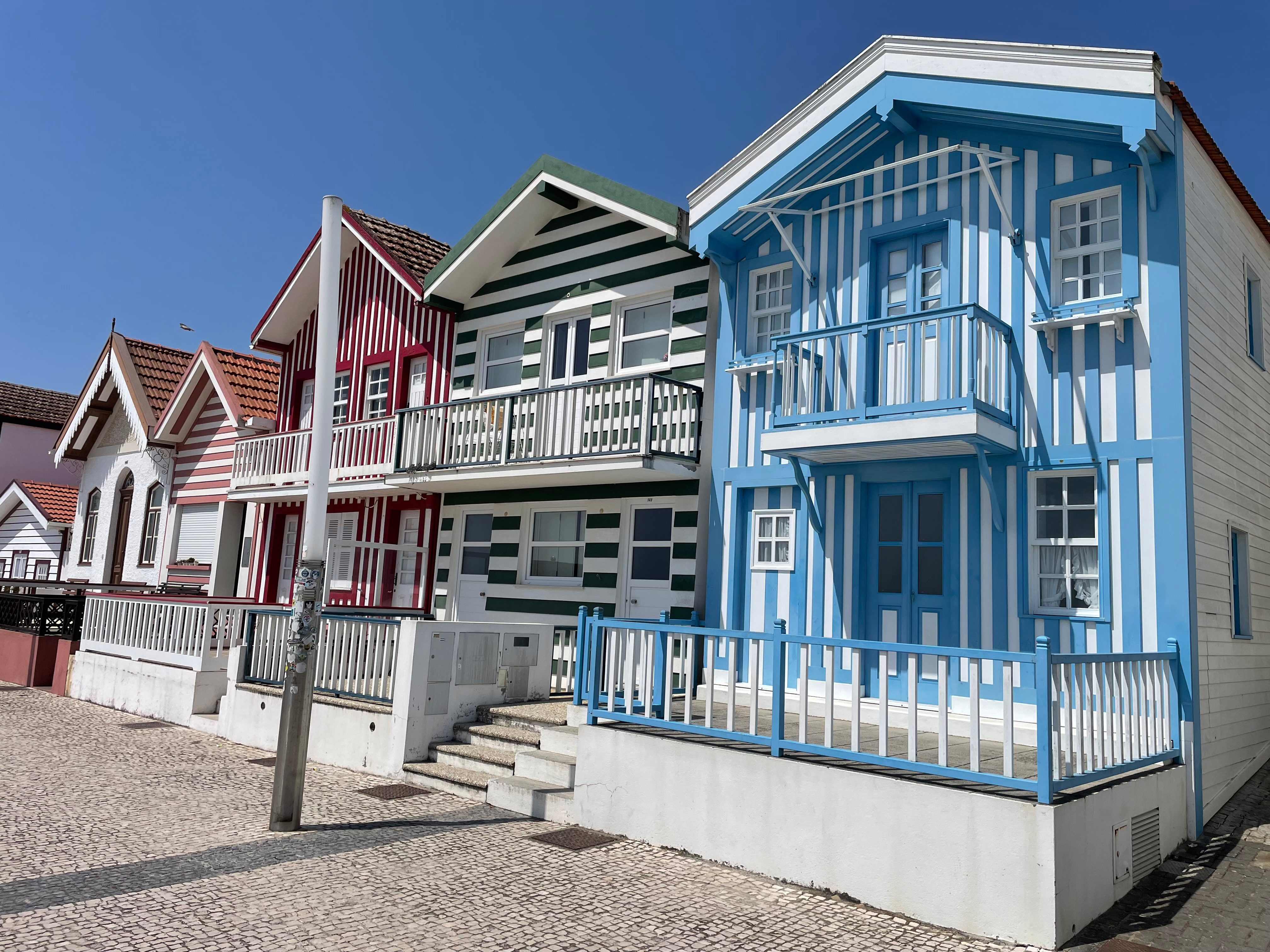
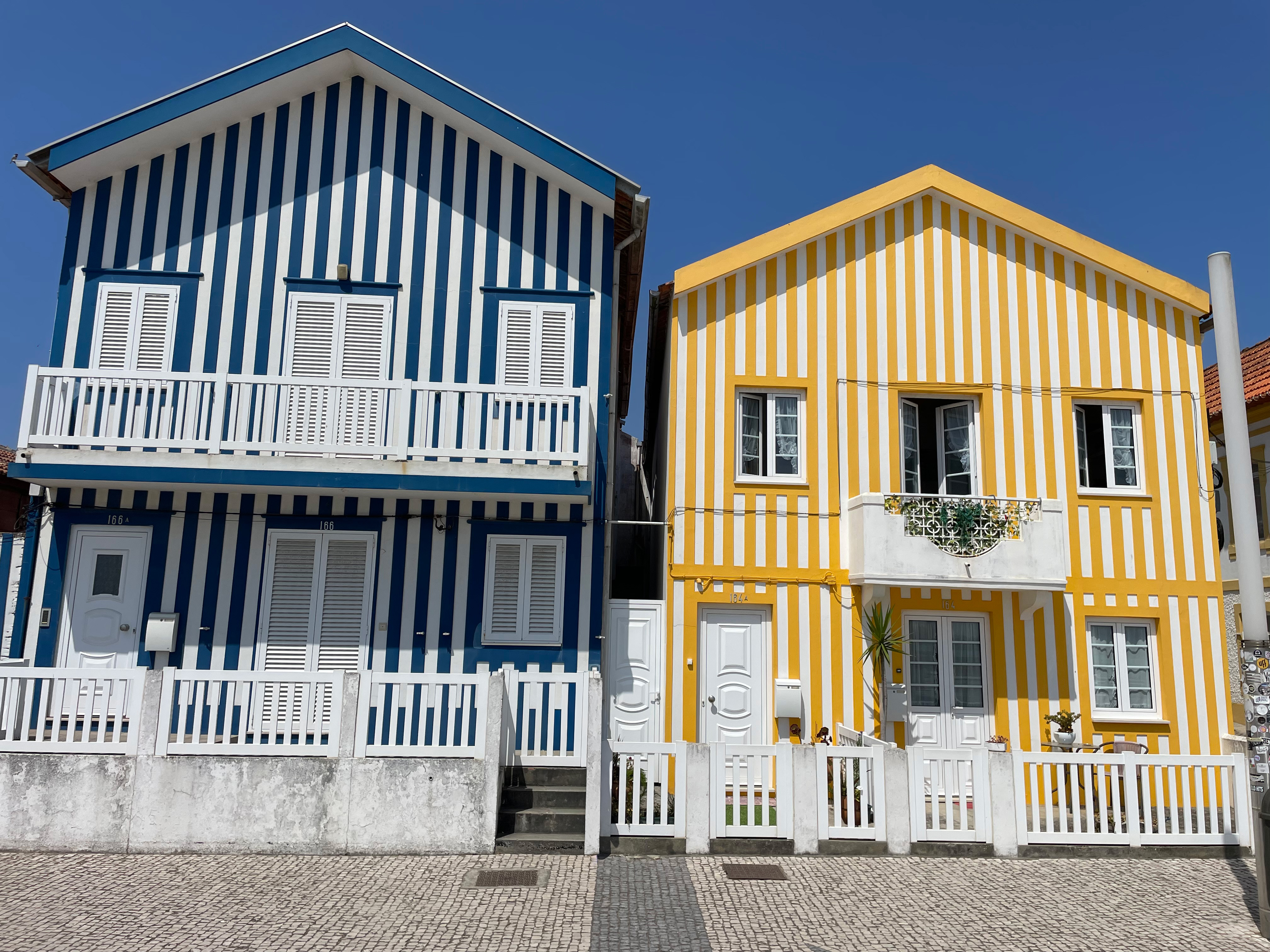
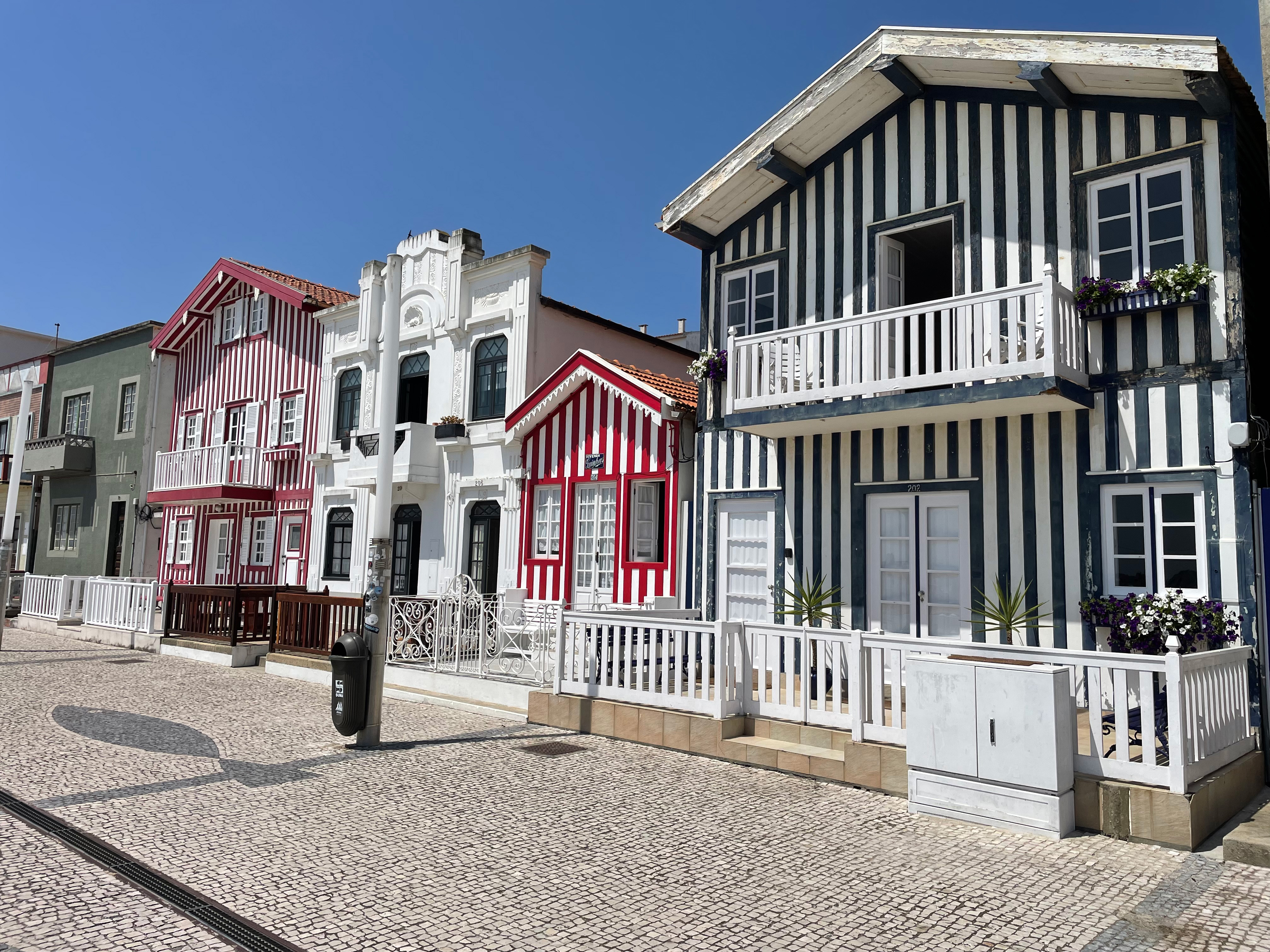
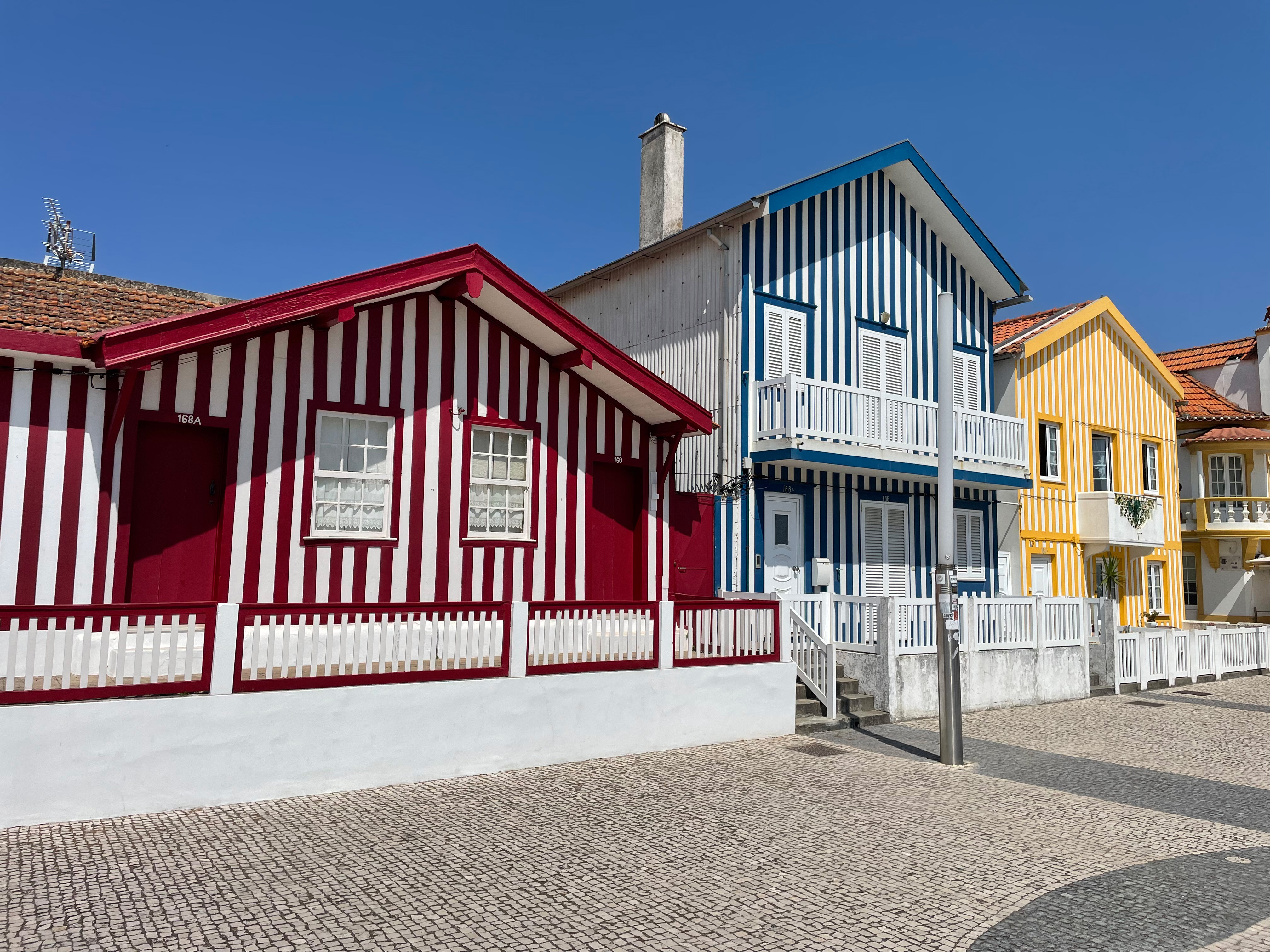
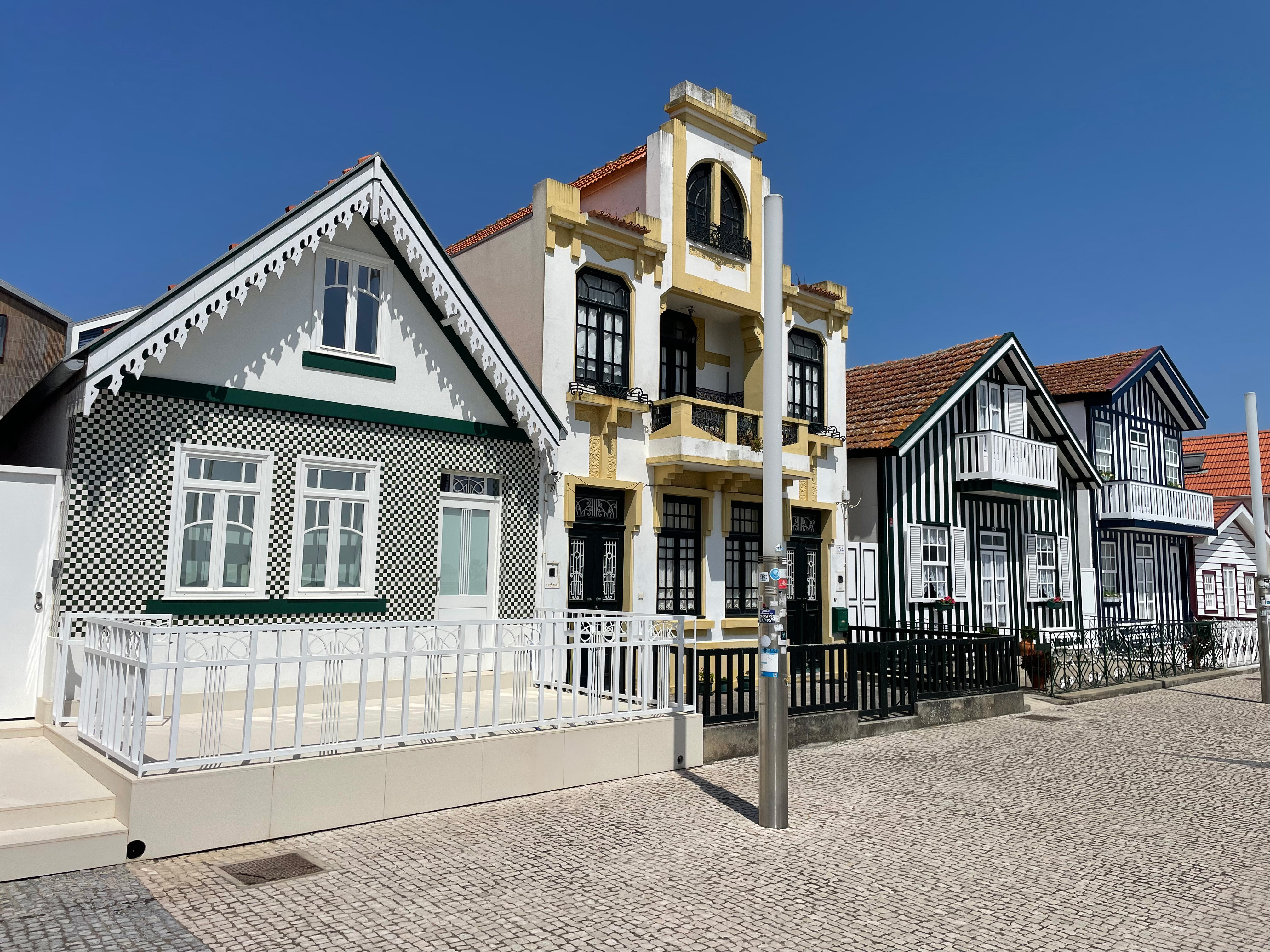
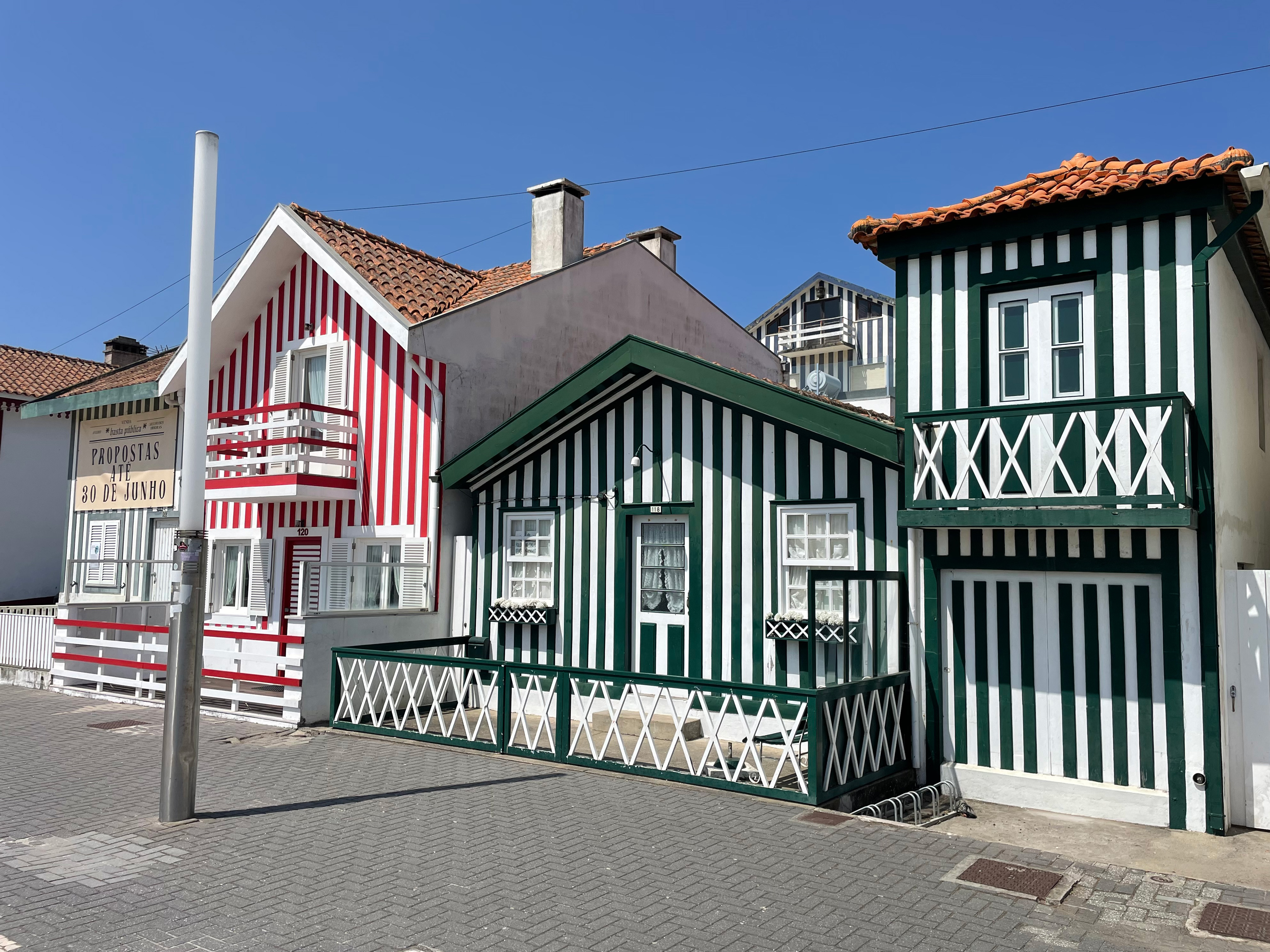